# Seabriella
Seabriella is een kevergeslacht uit de familie van de boktorren (Cerambycidae). De wetenschappelijke naam van het geslacht werd voor het eerst geldig gepubliceerd in 1960 door Zajciw.

## Soorten
Seabriella is monotypisch en omvat slechts de volgende soort:
- Seabriella fasciata Zajciw, 1960